# De geliefden van Bordeaux
De geliefden van Bordeaux is een Gallo-Romeinse terracottasculptuur van een koppel in bed, gemaakt door Pistillus aan het einde van de 2e of in het begin van de 3e eeuw. Het beeldje, in 1850 gevonden in Bordeaux, is te zien in het Musée d'archéologie nationale te Yvelines.
Een man en een vrouw liggen ongekleed in bed en houden elkaar teder vast, deels bedekt door een deken. Aan hun voeten slaapt een familiaire hond. Waar de Romeinen veel erotische kunst maakten, geeft dit tafereel blijk van een zeldzame intimiteit. 
De inscriptie PISTILLVS FECIT op de onderkant van het bed geeft de maker aan. Dit was vermoedelijk meer een organisatorische kwestie dan een claim op auteurschap. Pistillus had een groot atelier in Autun, dat is opgegraven.